# Sigesbeckia
Sigesbeckia es un género de plantas con flores, perteneciente a la familia  Asteraceae. Comprende 44 especies descritas y de estas, solo 15 aceptadas. Se encuentra en los trópicos y subtrópicos de ambos hemisferios. 

## Descripción
Son hierbas anuales o perennes; tallos escasa a densamente cubiertos con tricomas glandulares, café-purpúreos, además de tricomas multicelulares eglandulares. Hojas opuestas en toda la planta, marginalmente dentadas, ligeramente hirsutas; pecíolos inferiores ahusados hasta alados, las hojas superiores sésiles. Capitulescencias de capítulos pedunculados en la bifurcación del tallo y en tríos en el ápice del tallo, pedúnculos más densamente estipitado-glandulares que el tallo; capítulos radiados, las lígulas pequeñas, amarillas (a veces rosadas al secarse); receptáculos cortos, cónicos o convexos; filarias en 2 series, las exteriores (en general 5), patentes o reflexas, las internas membranáceas, erectas, en igual número que los flósculos fértiles del radio, más o menos aplicadas y envolviendo a los aquenios del radio; páleas angostas, alargadas, más o menos persistentes; flósculos del disco perfectos y fértiles; corolas amarillas. Aquenios obovoide-oblongos, con frecuencia incurvados, obtusos en el ápice; vilano ausente.
En relación con el origen terminológico de Sigesbeckia, escribe el biólogo evolutivo S. J. Gould: «El sistema sexual de Linneo para la clasificación botánica, propuesto por primera vez en la década de 1730, se convirtió en un punto focal de la educación popular en ciencias naturales, un importante tema cultural a finales del siglo XVIII, cuando la Ilustración barría Europa. No todo el mundo compartía la decisión de Linneo de basar la taxonomía de las plantas en el número y la disposición de los órganos masculinos y femeninos en las flores. Como cabía prever, algunos conservadores detestaban una base sexual explícita para cualquier cosa, al temer un colapso de la moral pública (...) El profesor Johann Siegesbeck, de San Petesburgo, afirmó que Dios nunca habría basado sus disposiciones naturales en una tal "prostitución vergonzosa"... y Linneo respondió llamando a una mala hierba pequeña y fea Siegesbeckia en su honor.»

## Taxonomía
El género fue descrito por Carlos Linneo y publicado en Species Plantarum 2: 900. 1753. La especie tipo es: Sigesbeckia orientalis L.				

## Especies aceptadas
A continuación se brinda un listado de las especies del género Sigesbeckia aceptadas hasta julio de 2012, ordenadas alfabéticamente. Para cada una se indica el nombre binomial seguido del autor, abreviado según las convenciones y usos.
- Sigesbeckia agrestis Poepp. & Endl.
- Sigesbeckia andersoniae B.L.Turner
- Sigesbeckia australiensis D.L.Schulz
- Sigesbeckia blakei (McVaugh & Lask.) B.L.Turner
- Sigesbeckia bogotensis D.L.Schulz
- Sigesbeckia bojeri (DC.) Humbert
- Sigesbeckia fugax Pedley
- Sigesbeckia glabrescens (Makino) Makino
- Sigesbeckia hartmanii B.L.Turner
- Sigesbeckia integrifolia Gagnep.
- Sigesbeckia jorullensis Kunth
- Sigesbeckia nudicaulis Standl. & Steyerm.
- Sigesbeckia orientalis L.
- Sigesbeckia portoriccensis Bertero ex DC.
- Sigesbeckia repens B.L.Rob. & Greenm.